# Bertha Hope
Bertha (Rosamond) Hope (Vicksburg (Mississippi), 8 november 1936) is een Amerikaanse jazzpianiste.

## Biografie
Hope groeide op in Californië. Sinds 1960 was ze getrouwd met de pianist Elmo Hope, met wie ze verhuisde naar New York en in 1961 drie duetten opnam. Haar eerste plaat onder haar eigen naam bracht ze uit in 1992. Daar werd ze begeleid door drummer Jimmy Cobb en bassist Walter Booker, met wie ze in een tweede huwelijk was getrouwd. Naast oorspronkelijke composities en jazzstandards speelde ze daar ook Something for Kenny van Elmo Hope. Ook op latere albums met Bookers band Elmollenium hield ze zich soms bezig met de composities van haar eerste echtgenoot. Samen met Paula Hampton en Carline Ray formeerde ze de band Jazzberry Jam!.

## Discografie
- 1990: In Search Of… Hope (SteepleChase, 1990) met Walter Booker
- 1991: Elmo´s Fire (SteepleChase, 1991) met Walter Booker, Junior Cook
- 1992: Between Two Kings (Minor Music) met Walter Booker Jr., Jimmy Cobb
- 1999: Nothin´ But Love (Reservoir) met Walter Booker, Jimmy Cobb